# Copelatus ibrahimi
Copelatus ibrahimi är en skalbaggsart som beskrevs av Zalat, Saleh, Angus och Kaschef 2000. Copelatus ibrahimi ingår i släktet Copelatus och familjen dykare. Inga underarter finns listade i Catalogue of Life.